# Siège de Stralsund (1678)
Pour les articles homonymes, voir Siège de Stralsund.
Guerre de Scanie
Batailles
- Fehrbellin
- Jasmund
- Öland
- Halmstad
- Lund
- Fehmarn
- Malmö
- Køge
- Landskrona
- Marstrand
- Uddevalla
- Warksow
- Stralsund

Le siège de Stralsund s'est déroulé du 10 au 11 octobre 1678 pendant la guerre de Scanie. Après deux jours d'intenses bombardements ayant provoqué un gigantesque incendie ainsi que la destruction de la majeure partie du sud de la ville, la garnison suédoise de Stralsund se rendit à l'armée de siège brandebourgeoise commandée par l'électeur Frédéric-Guillaume Ier de Brandebourg. Le reste de la Poméranie suédoise fut conquis peu après par les Brandebourgeois mais la ville ainsi qu'une grande partie de la province fut restituée aux Suédois par le traité de Saint-Germain-en-Laye du 29 juin 1679.